# Torben Jensen (politiker)
 Der er flere personer med dette navn, se Torben Jensen.
Torben Jensen, født 23. august 1950 i Hevring 4 km øst for Ørsted, er medlem af kommunalbestyrelsen i Norddjurs Kommune, hvor han var borgmester 2006-09 og viceborgmester 2010-13.
Han har været aktiv kommunalpolitiker siden 1986 og var borgmester i Rougsø Kommune 1994-2006, indtil den ved kommunalreformen i 2007 indgik i Norddjurs Kommune.
Torben Jensen repræsenterer Norddjurs Kommune i Komiteen for Dansk Landbrugsmuseum, Aarhus Lufthavn, Grenaa Idrætscenter og Ørsted Varmeværk samt Beredskabskommissionen, der er oprettet sammen med Syddjurs Kommune.
Efter sine 16 år som borgmester blev Torben Jensen 15. marts 2011 ridder af Dannebrog

## Parti
Torben Jensen er valgt på Borgerlisten Norddjurs, som fik 3 mandater ved kommunalvalget i 2005. Han fik borgmesterposten ved at alliere sig med Socialdemokraterne, SF og Konservative. Han havde også været medlem af Venstre siden 1982, men måtte melde sig ud i 2008, fordi partiet ikke længere ville akceptere hans dobbelte medlemskab.
Ved kommunalvalget i 2009 gik Borgerlisten frem med 1 mandat, men Venstre gik 4 mandater tilbage. SF gik 2 mandater frem og fik flertal sammen med Socialdemokraterne, som kunne indsætte Jan Petersen som ny borgmester.  Ved kommunalvalget i 2013 gik Borgerlisten tilbage fra 4 til 2 mandater. Der blev lavet en bred konstituering uden om Venstre og Borgerlisten, og Torben Jensen er ikke længere viceborgmester.

## Den nedlagte jernbane
Randers-Ryomgård-banen har fyldt meget i Torben Jensens borgmestergerning. Rougsø Kommune købte banen af DSB i starten af 1990'erne, da godstrafikken til Pindstrup var ophørt. Prisen for banelegemet og stationsbygningerne i Auning og Allingåbro var 1,2 mio. kroner, men det blev en overskudsforretning for kommunen efter frasalg af Auning Station, banelegemet i Auning by og skinnerne på en del af strækningen.
Kommunens køb af banen betød, at banetracéet er bevaret på næsten hele strækningen. Mellem Randers og Allingåbro ligger der skinner, som benyttes til skinnecykling. Allingåbro Station benyttes som turistbureau og hjemsted for Djursland for fuld Damp, hvor Torben Jensen er repræsentant for kommunen. Der er nu anlagt cykelsti på banetracéet mellem Allingåbro og Ryomgård.

## Privat
Torben Jensen har været bankbestyrer, ejendomsmægler og halbestyrer i Ørsted inden han blev fuldtidspolitiker. Han bor stadig i Hevring og er fritidslandmand med opdræt af Simmental kødkvæg.